# Ulla Jokisalo
Ulla Jokisalo, née le 27 janvier 1955 à Kannus (Finlande), est une photographe finlandaise.